# Parakodaika angolae
Genre
Espèce
Parakodaika angolae, unique représentant du genre Parakodaika, est une espèce d'opilions laniatores de la famille des Assamiidae.

## Distribution
Cette espèce est endémique d'Angola. Elle se rencontre vers Chitau.

## Description
Le mâle holotype mesure 3,4 mm.

## Étymologie
Son nom d'espèce lui a été donné en référence au lieu de sa découverte, l'Angola.

## Publication originale
- Goodnight & Goodnight, 1944 : « New phalangids from the Old World. » American Museum Novitates, no 1255, p. 1–6 (texte intégral).